# Cá voi mũi chai phương nam
Cá voi mũi chai phương nam, tên khoa học Hyperoodon planifrons là một loài động vật có vú trong họ Ziphiidae, bộ Cetacea. Loài này được Flower mô tả năm 1882.

## Hình ảnh

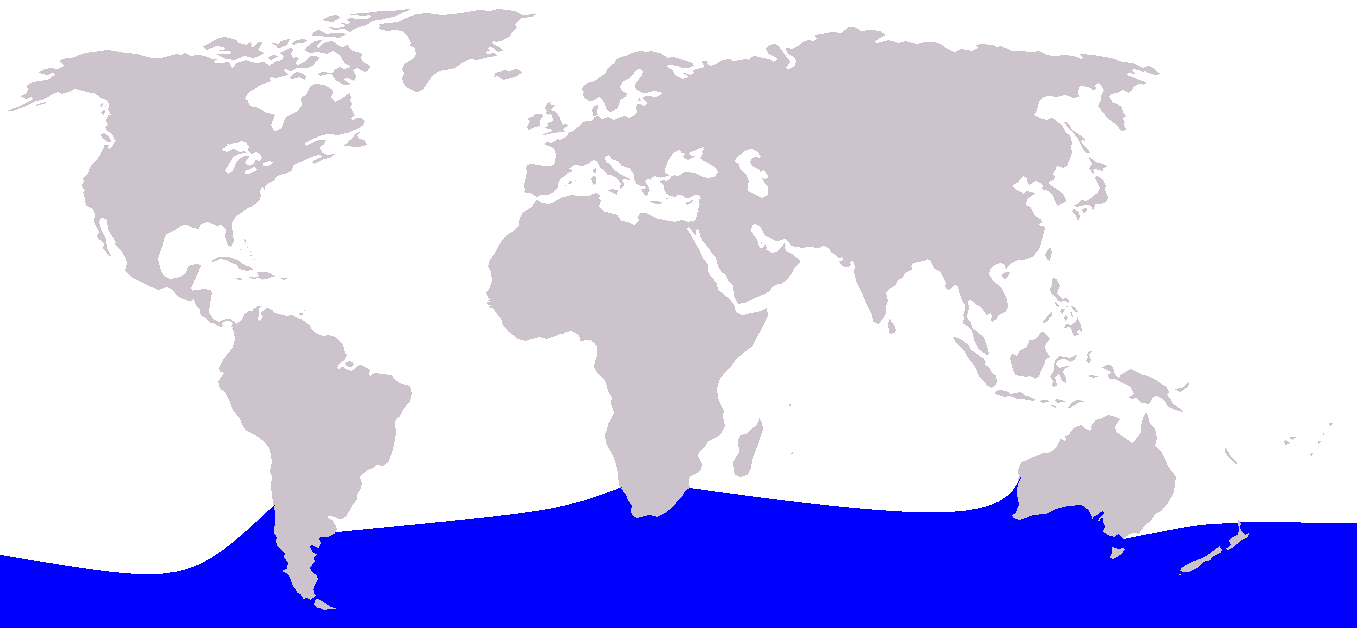